# Yiinthi lycodes
Espèce
Synonymes
- Heteropoda lycodes Thorell, 1881
- Heteropoda fusciventris Chrysanthus, 1965

Yiinthi lycodes est une espèce d'araignées aranéomorphes de la famille des Sparassidae.

## Distribution
Cette espèce se rencontre en Australie au Queensland et en Indonésie en Nouvelle-Guinée occidentale,.

## Description
La carapace du mâle décrit par Davies en 1994 mesure 8,0 mm sur 6,7 mm et l'abdomen 7,3 mm de long sur 4,7 mm et celle de la femelle 8,5 mm sur 8,1 mm et l'abdomen 10,9 mm de long sur 6,3 mm.

## Publication originale
- Thorell, 1881 : Studi sui Ragni Malesi e Papuani. III. Ragni dell'Austro Malesia e del Capo York, conservati nel Museo civico di storia naturale di Genova. Annali del Museo Civico di Storia Naturale di Genova, vol. 17, p. 1-727 (texte intégral).